# Arteria carotis interna
De arteria carotis interna of binnenste halsslagader  is de belangrijkste slagader van het hoofd en de nek die de hersenen van bloed voorziet.
De arteria carotis interna is een voortzetting van de arteria carotis communis. Deze slagader splitst zich ter hoogte van de vierde nekwervel in de arteria carotis interna en de arteria carotis externa. De eindarteriën van de arteria carotis interna zijn de arteria cerebri anterior, de arteria cerebri media en de arteria communicans posterior, die samen met de arteria communicans anterior en de arteria cerebri posterior de cirkel van Willis vormen.
De arteria carotis interna vertakt zich in vele kleinere slagaders, waarvan er zich normaal gesproken geen bevinden in de nek. De belangrijkste slagaders die zich vanuit de arteria carotis interna aftakken:
- arteria ophthalmica
- arteria hypophysialis superior
- arteria hypophysialis inferior
- arteria communicans posterior
- arteria choroidea anterior
- arteria cerebri anterior
- arteria cerebri media